# Claudio Frontera
Claudio Frontera (Volterra, 13 luglio 1952) è un politico italiano.

## Biografia
Laureato in Pedagogia con indirizzo psicologico all'Università di Firenze nel 1978, col massimo dei voti e lode, attivista e dirigente locale del Partito Comunista Italiano dal 1973 fino alla data del suo scioglimento, nel 1980 è nominato assessore alla Pubblica Istruzione e alla Cultura del Comune di Livorno, rimanendo in carica fino al 1987, continuando poi a ricoprire il ruolo di consigliere comunale nella città labronica fino al 1990. In tale anno diventa consigliere provinciale livornese, prima di essere nominato assessore alle Attività produttive nel 1992, incarico che coprirà fino al 1994.
Nell'aprile 1994 subentra a Iginio Marianelli nella carica di Presidente della Provincia di Livorno; l'anno successivo viene eletto alle prime elezioni dirette (con circa il 60% dei voti al primo turno) come espressione di una coalizione composta dal PDS (di cui fa parte), ma anche da Popolari, Patto dei Democratici, Verdi, Laburisti-Cristiano Sociali e PRI; è poi riconfermato nel ruolo anche alle elezioni del 1999 come espressione de L'Ulivo, rimanendo in carica fino al 2004. Negli anni alla guida dell'amministrazione provinciale livornese è anche Presidente dell'Unione Regionale delle Province Toscane (dal 1999 al 2005), mentre a livello internazionale è membro (dal 1999 al 2004) del Consiglio Europeo dei Poteri Locali (in rappresentanza delle Province italiane) con sede a Strasburgo presso il Consiglio d'Europa. Nel 2002 è tra i fondatori e membro del primo Consiglio di Amministrazione dell'Associazione internazionale "Arco Latino", tra organi amministrativi "provinciali" dell'area mediterranea di Spagna, Francia e Italia. Dal 2008 al 2012 è Presidente della Fondazione Sistema Toscana, realizzando, tra l'altro, la "fusione per incorporazione" della stessa Fondazione Sistema Toscana con la Fondazione Mediateca Toscana. 
Dal 2007 al 2013 è docente presso il Master in Comunicazione Pubblica e Politica del Dipartimento di Lettere e Filosofia dell'Università di Pisa. Dal 2011 al 2018 collabora con il quotidiano Il Tirreno come blogger.
Ha scritto due libri.

## Opere
- La comunicazione è politica, Ed. Books&Company, Livorno, 2006.
- In poche parole, (con prefazione di Walter Veltroni), Ed. Bandecchi e Vivaldi, Pontedera, 2004